# رندی سوج
رندی پوفو
متولد (15 نوامبر 1952 -درگذشته 20 می 2011) ، که با نام حرفه ای خود رندی سوج شناخته می شد ، یک کشتی گیر حرفه ای آمریکایی ، بازیگر ، رپر و نویسنده آمریکایی بود که به خاطر زمان خود در فدراسیون جهانی کشتی (WWF) مشهور بود. و بعداً کشتی های قهرمانی جهان (WCW). معروف ترین نام مستعار وی "ماچو من در دنیای کشتی کج معروف بود.

## زندگی شخصی
سوج در سال 1984 با الیزابت هولت ، معروف به خانم الیزابت ، ازدواج کرد. آنها در سال 1992 طلاق گرفتند. در ماه مه 2010 ، ساویج با باربارا لین پین ازدواج کرد ، که تری فانک به عنوان "دلبند دبیرستان" وی توصیف کرده بود .
سالها بود که سوج و هالک هوگان با هم اختلاف داشتند و دوباره دوستی دوباره و خاموشی داشتند. به گفته هوگان ، جیمی هارت ، و برادر سوج لنی ، این دو اندکی قبل از مرگ وی آشتی کردند.

## درگذشت
صبح روز 20 مه 2011 ، سوج در 58 سالگی درگذشت و پس از حمله قلبی ناگهانی در حالی که به همراه همسر خود در سمینول ، فلوریدا رانندگی می کرد ، در سن 58 سالگی درگذشت . و کنترل جیپ وانگلر را از دست داد و به یک درخت برخورد کرد.
گزارش های اولیه از مرگ سوج نشان می دهد که وی در این تصادف کشته شده است ، هنگامی که ، در حقیقت ، او و همسرش کمربند ایمنی بسته بودند و فقط در این سانحه جراحات جسمی جزئی داشتند. کالبد شکافی انجام شده توسط مطب پزشک معالج شخصی خود نشان داد که وی دارای بیماری بزرگ شده قلبی و پیشرفته عروق کرونر بوده است. داروهای یافت شده در سیستم بدنی وی شامل یک داروی ضد درد مسکن و مقدار کمی الکل بود. سوج هرگز به دلیل مشکلات قلبی تحت درمان قرار نگرفت و هیچ مدرکی مبنی بر آگاهی از وضعیت قلب وی وجود نداشت. علت مرگ رسماً به عنوان بیماری قلبی آترواسکلروتیس رد شد
جسد سوج پس از اینکه سوزانده شد خاکستر او را در زیر درخت مورد علاقه خود در لارگو ، فلوریدا ، در نزدیکی گ مادرش قرار دادند. ده روز قبل از مرگ وی ، از برادرش خواسته بود که خاکستر سگ خود را در همان نقطه بریزد.

## افتخارات و قهرمانی
در سال 2015 او یکی از تالار مشاهیر دبلیو دبلیو ای شد.
او دوبار قهرمان دبلیو دبلیو اف
قهرمانی بین قاره ای
و کینگ او د رینگ سال 1987 شده است ب عنوان قهرمانی ها و مقام می‌توان اسم برد.